# Le Vivier-sur-Mer
Vivier-sur-Mer (bret. Gwiver) – miejscowość i gmina we Francji, w regionie Bretania, w departamencie Ille-et-Vilaine.
Według danych na rok 1990 gminę zamieszkiwały 1012 osoby, a gęstość zaludnienia wynosiła 452 osoby/km² (wśród 1269 gmin Bretanii Vivier-sur-Mer plasuje się na 577. miejscu pod względem liczby ludności, natomiast pod względem powierzchni na miejscu 1086.).